# 海洋之門
海洋之門（英語：OceanGate Inc.）是一家位於美國華盛頓州埃弗里特的私人公司，其營運之主要目的是為旅遊、研究和勘探提供載人潛水器。該公司於2009年由斯托克頓·拉什以及吉列爾莫·桑萊因共同創立。
海洋之門再成立初期購得一艘名為反地號的潛水器，隨後又自行研製了兩艘潛水器，分別為獨眼巨人1號（Cyclops 1）與泰坦號。自2021年起，海洋之門開始以泰坦號號搭載付費乘客前往參觀鐵達尼號殘骸。至2022年，每位參加前往鐵達尼號殘骸現場探險之旅的乘客，需支付費用為25萬美元。
2023年6月18日，泰坦號於前往鐵達尼號殘骸途中發生內爆，機上五人全數罹難，其中包括創辦人之一的拉什。事件發生後，隨即展開一場國際規模的搜救行動。6月22日，殘骸在距離鐵達尼號主體殘骸約500公尺處的海床上被尋獲。同月21日，海洋之門位於埃弗里特的辦公室宣布無限期關閉；7月6日，公司宣布全面中止營運。
自2023年8月起，戈登・加德納（Gordon Gardiner）出任海洋之門執行長。他被任命為「負責領導對海洋之門的持續調查與公司清算」，儘管海洋之門在法律上仍為存續企業，但加德納已表示該公司業務已「永久性」終止。

## 成立背景
該公司的執行長兼共同創辦人斯托克頓·拉什自幼對航空與太空旅行充滿興趣，18歲時即取得商用飛行執照。成年後，他將興趣轉向深海探索。拉什以繼承遺產進行科技事業投資累積財富，原本打算購買潛水器，但發現全球私人擁有的潛水器數量不到一百艘，因此難以入手。2006年，他改為依照藍圖自行組裝一艘名為「Suds」的基特里奇K-350型潛水器。
拉什認為，深海探勘市場長期未受重視，主因在於潛水器被過度視為危險交通工具。他批評1993年頒布的《乘客船舶安全法》（Passenger Vessel Safety Act），認為該法「不必要地將乘客安全置於商業創新的前面」。他於2017年在探險家俱樂部的一次演講中主張，潛水器是「地球上最安全的載具」。他也指出，未經認證的自製潛水器風險更高，1990年即曾發生因自製潛水器導致的致命事故。
拉什曾委託進行一項市場調查，結論認為深海觀光市場具有足夠需求可供開發。

## 歷史

### 2009–2013年
海洋之門於2009年在西雅圖由吉列爾莫·桑萊因與拉許共同創立。 根據桑萊因表示，該公司成立的初衷是打造一支可供組織或個人租用的五人座商業潛水器小型艦隊。他在2023年接受《天空新聞》訪問時表示：「我們的初衷是創造一小支工作型潛水艦隊，也正如早期我們的標語所說的那樣：『為全人類開放海洋』。」
公司首艘潛水器為反地號（Antipodes），這是一艘二手的五人座潛水器，採用鋼製壓力艙設計。2010年至2013年間，海洋之門使用該艦進行了約130次潛水任務。其營運模式主要為將潛水器租借給研究人員，並載送遊客進行深海探險。公司將這些遊客稱為「公民科學家」。桑萊因於2012年估計，每位乘客的費用依照探險行程不同，約介於7,500至40,000美元之間。
海洋之門（OceanGate）的觀光潛水業務於2010年首次對外營運，開始接待付費乘客前往加利福尼亞州外海的聖卡塔利娜島。為了提升顧客體驗，公司開始安排專業導覽人員隨行。根據拉許（Rush）的說法，最初他經常被詢問關於各種魚類的問題，卻無從回答。為改善這一情況，公司隨後聘請了海洋生物學家擔任導覽人員。
2010年，海洋之門首次與華盛頓大學合作，校方利用反地號測試新型聲納設備與機械手臂。 次年，反地號被用於調查與繪製1921年沉沒於普吉特灣的總督號輪船殘骸圖像。
2012至2013年間，海洋之門曾在佛羅里達州邁阿密營運一年，並與邁阿密-戴德人工魚礁計畫合作，由研究人員搭乘反地號觀察獅子魚的擴散情形。

### 2013-2016年
2013年，海洋之門開始設計自有的潛水器，採用獨特且據稱具成本效益的設計。桑萊於當年離開公司，並表示海洋之門已從初期階段轉向拉什擅長的工程領域，但他仍持有少數股權。
此時期，海洋之門與華盛頓大學及波音合作，著手設計首艘客製化潛水器獨眼巨人號，後更名為獨眼巨人1號。該船隻原本計劃採用碳纖維構造，但海洋之門改從亞速群島的一家公司購入一艘服役12年的潛艇Lula，拆解其圓柱形鋼船體用以打造船體。
2015年，獨眼巨人1號正式亮相。同年，公司總部遷往華盛頓州埃弗里特港口水岸中心辦公室。

### 2016–2023年
海洋之門於2016年12月開始為其潛水器獨眼巨人2號（Cyclops 2）訂購首批鈦合金零件，並於2017年1月與Spencer Composites公司簽訂合約，委託其設計與建造碳纖維圓筒形壓力艙。2018年3月，獨眼巨人2號正式更名為泰坦號。拉許在2018年泰坦號號的發表會上稱其為「一項驚人的工程壯舉」。泰坦號的最大預定潛深為4,000公尺，其測試工作於2018年至2019年間進行。
2019年，OceanGate宣布計劃研發後繼型潛水器獨眼巨人3號與獨眼巨人4號，目標最大潛深為6,000公尺。2020年初，海洋之門宣布，將於美國國家航空暨太空總署位於阿拉巴馬州亨茨維爾的馬歇爾太空飛行中心進行壓力艙的研發與製造工作。這些潛水器預計由「百分之百內部人士」投資開發，募資總額為1,810萬美元，並於2020年1月公布。NASA方面指出，此合作為一項《太空法案協議》，旨在推進深太空探索目標，並改善美國工業在材料與製造方面的能力。然而，NASA於2023年的聲明指出，其馬歇爾太空飛行中心雖與海洋之門簽署協議，但未直接使用該中心之人力或設施進行測試或製造工作。
2020年春季，在2019冠狀病毒病美國疫情期間，海洋之門申請並獲得一筆金額約45萬美元的薪資保護計畫（PPP）貸款，當時申報有22個職位。
2021年與2022年，海洋之門透過泰坦號執行多次前往鐵達尼號殘骸的深潛任務。

### 泰坦號潛水器事件
2023年6月，泰坦號在前往鐵達尼號沉船地點的航行中發生內爆，導致泰坦號上5名乘客全部遇難，其中包括海洋之門創辦人斯托克頓·拉什。該公司無限期關閉埃弗里特辦事處，而其子公司OceanGate Expeditions則暫停所有商業和勘探作業。
2023年7月6日，海洋之門宣布暫停所有探索以及商業運作。

## 潛水器
OceanGate擁有三艘載人潛水器。其中獨眼巨人1號與泰坦號潛水器均透過一種乾塢式「發射與回收平台」（Launch and Recovery Platform）進行下水與回收，該平台可由商業船隻拖帶至作業地點。當平台與潛水器抵達預定地點後，平台內部的浮力艙會注水，使其下沉至約9公尺深，避開水面波動。潛水器隨後自平台起飛進行水下任務。潛水器在任務結束後返回平台，平台再透過抽水排空浮力艙而上浮，可重新拖帶或由母船回收。此方式使海洋之門得以使用未經人員吊掛認證的船舶作業，平台尺寸約為長35英尺、寬15英尺，可承載約20,000磅重的設備。該平台的設計概念源自夏威夷深海研究實驗室。

### 反地號
反地號為一艘鋼製壓力艙潛水器，最大潛深可達1,000英尺，由海洋之門於2010年收購。海洋之門於同年首次載運付費乘客，於圣卡塔利娜岛近海進行潛航行程。該潛水器後續亦被用於多項探勘任務，包括珊瑚礁調查、佛羅里達地區獅子魚族群研究，以及墨西哥灣的退役油井探測。截至2013年，海洋之門已利用該潛水器進行逾130次潛水任務。

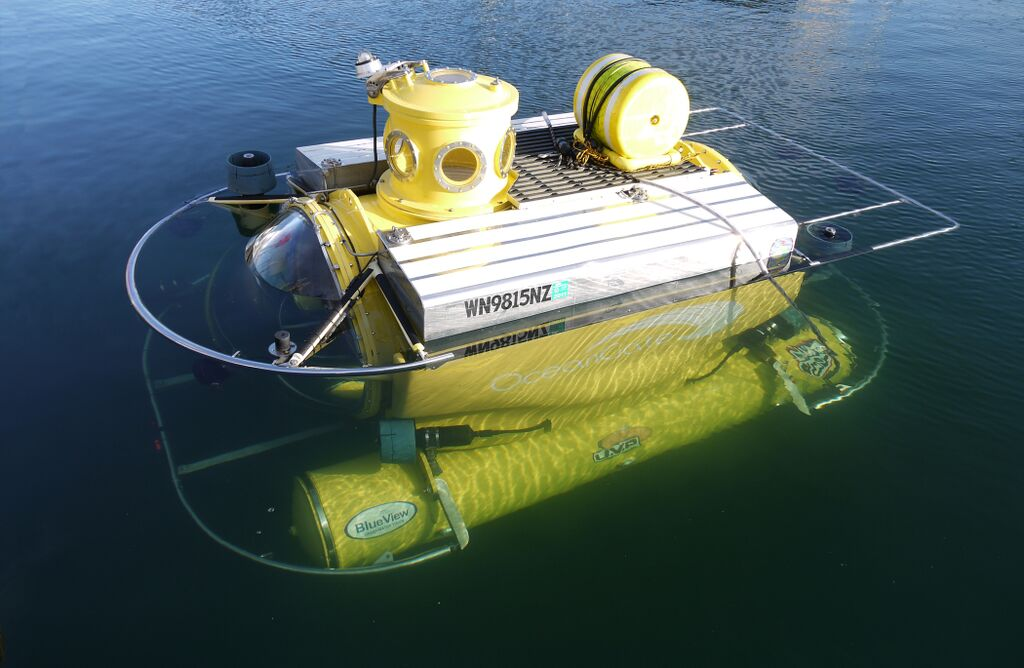
反地號

反地號在2018年8月由海洋之門以79.5萬美元掛牌出售，但長期未能售出。2023年泰坦號潛水器發生事故後，探險遊艇經紀人史蒂夫·羅奇（Steve Reoch）表示，該船將於未來數週內撤下掛牌。

### 獨眼巨人1號

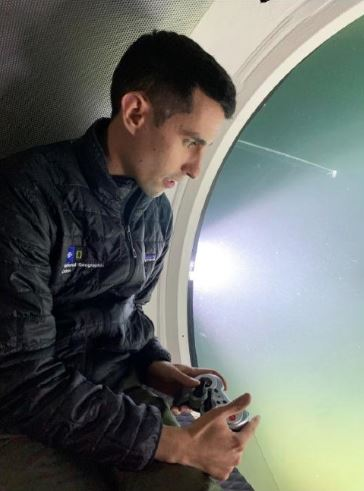
特倫特·特雷施 (Trent Tresch)使用改裝的羅技F710遊戲控制器駕駛獨眼巨人1號。

2015年3月，海洋之門公開其新型潛水器獨眼巨人1號。該潛水器為一艘可容納五人的鋼製壓力艙潛艇，最大下潛深度達500公尺，船體長約22英尺、寬約9英尺，重約20,000磅。其命名靈感來自加強型壓克力觀測窗。該潛水器由一組經過改裝的無線遊戲控制器操控，續航時間最長可達八小時。該艇曾被應用於多項商業與學術考察活動。
獨眼巨人1號的開發是海洋之門與華盛頓大學應用物理實驗室合作的成果。波音公司亦曾與該校與海洋之門一同參與初步設計分析工作。初始設計方案原擬採用碳纖維材質製作壓力艙，惟最終改為鋼製艙體。海洋之門於2013年購得該艙體，此艙體先前已使用12年，後由公司進行內部重新配置並安裝水下感測器與控制系統。
2016年6月，獨眼巨人1號曾被用於勘測沉沒於海平面下240英尺處的安德里亞·多利亞號殘骸。該次勘測目的為建構其殘骸與周邊區域的電腦模型，以改善水下導航。2019年，該艇被用於將研究人員送至普吉特灣海床，進行海洋生物調查工作。

### 泰坦號
泰坦號（2018年前稱為獨眼巨人2號）是海洋之門設計製造的第二艘載人潛水器，也是首艘私人擁有、設計最大下潛深度達4,000公尺的潛水器。其觀測窗額定深度僅為650公尺，且該觀測窗的工程師另聘獨立專家進行分析，結論顯示該設計在多次4000公尺深潛後將會失效。
此外，泰坦號是首款採用鈦合金與碳纖維複合材料製造船體的載人潛水器，與大多數其他載人潛水器採用全金屬壓力艙不同。其最初的設計與開發是與華盛頓大學及波音合作，兩者均提出多項設計建議及嚴格測試要求，但拉什未予理會，儘管先前在華盛頓大學實驗室進行的淺水測試中即曾發生艙體爆裂。雙方合作關係因拉什拒絕依照品質標準作業而終止。原始船體於50次潛航後出現裂痕（其中只有3次達4,000公尺深度），2021年重新打造新船體，新艇回收並重用部分原失效潛艇的零件，且違背工程師建議加裝吊掛環，工程師曾指出泰坦號無法承受任何張力或負荷。

## 另見
- 極限旅遊（英语：Extreme tourism）
- 21世紀潛水艇和潛水器事故列表（英语：List of submarine and submersible incidents since 2000）

## 外部連結
维基共享资源上的相關多媒體資源：海洋之門
- 官方网站
- YouTube上的A visit to RMS Titanic 由戴维·波格主持的CBS新聞星期日早晨介紹影片